# Kẽm sulfide
Kẽm sulfide là một hợp chất vô cơ có công thức hóa học là ZnS. Đây là dạng chính của kẽm trong tự nhiên mà khoáng vật phổ biến là sphalerit. Khoáng vật này ở dạng tinh khiết có màu trắng, tuy nhiên nó thường có màu đen do lẫn nhiều tạp chất và được sử dụng rộng rãi để làm chất tạo màu. Ở dạng tổng hợp kết chặt, kẽm sulfide có thể trong suốt và được dùng làm cửa sổ trong kính ánh sáng khả kiến hay kính hồng ngoại.

## Cấu trúc

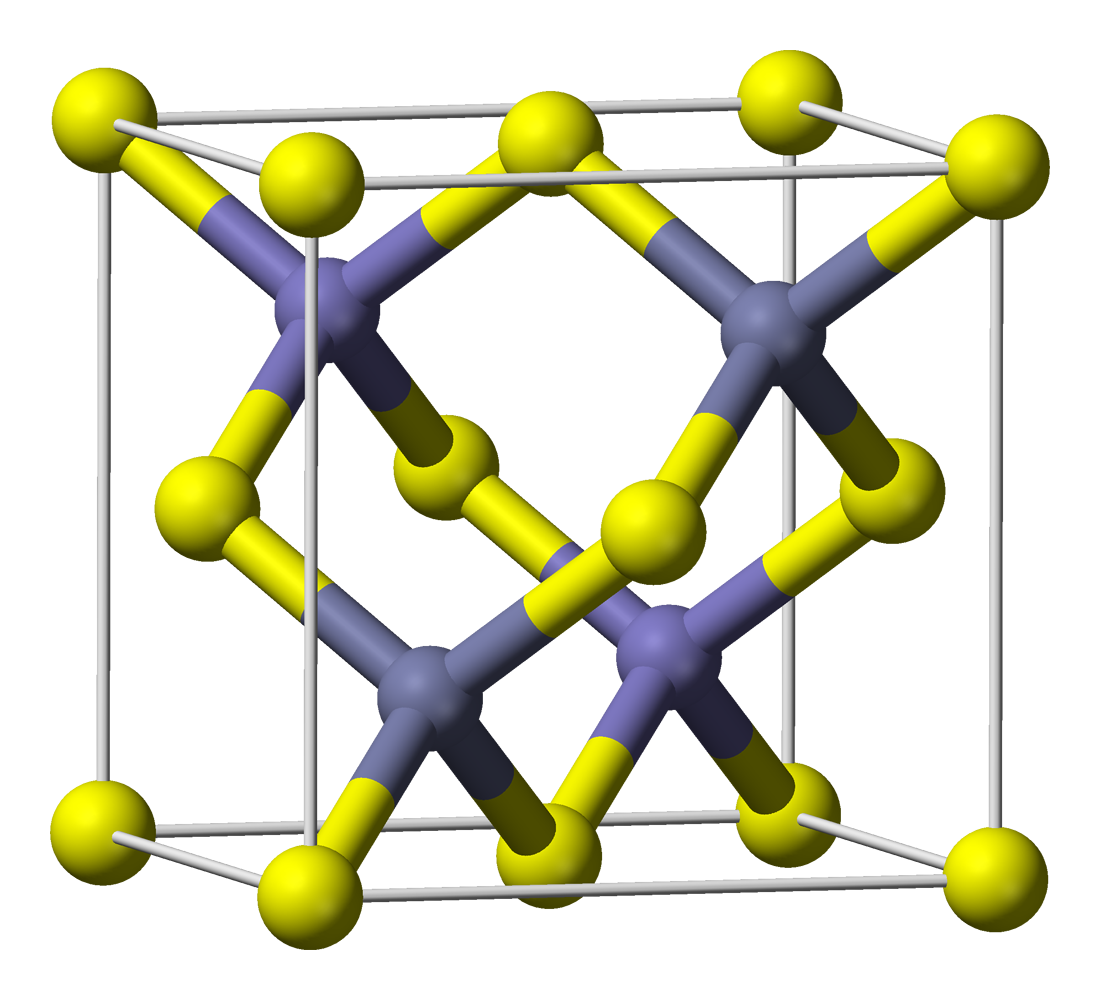
Sphalerit, một dạng đa hình của kẽm sulfide

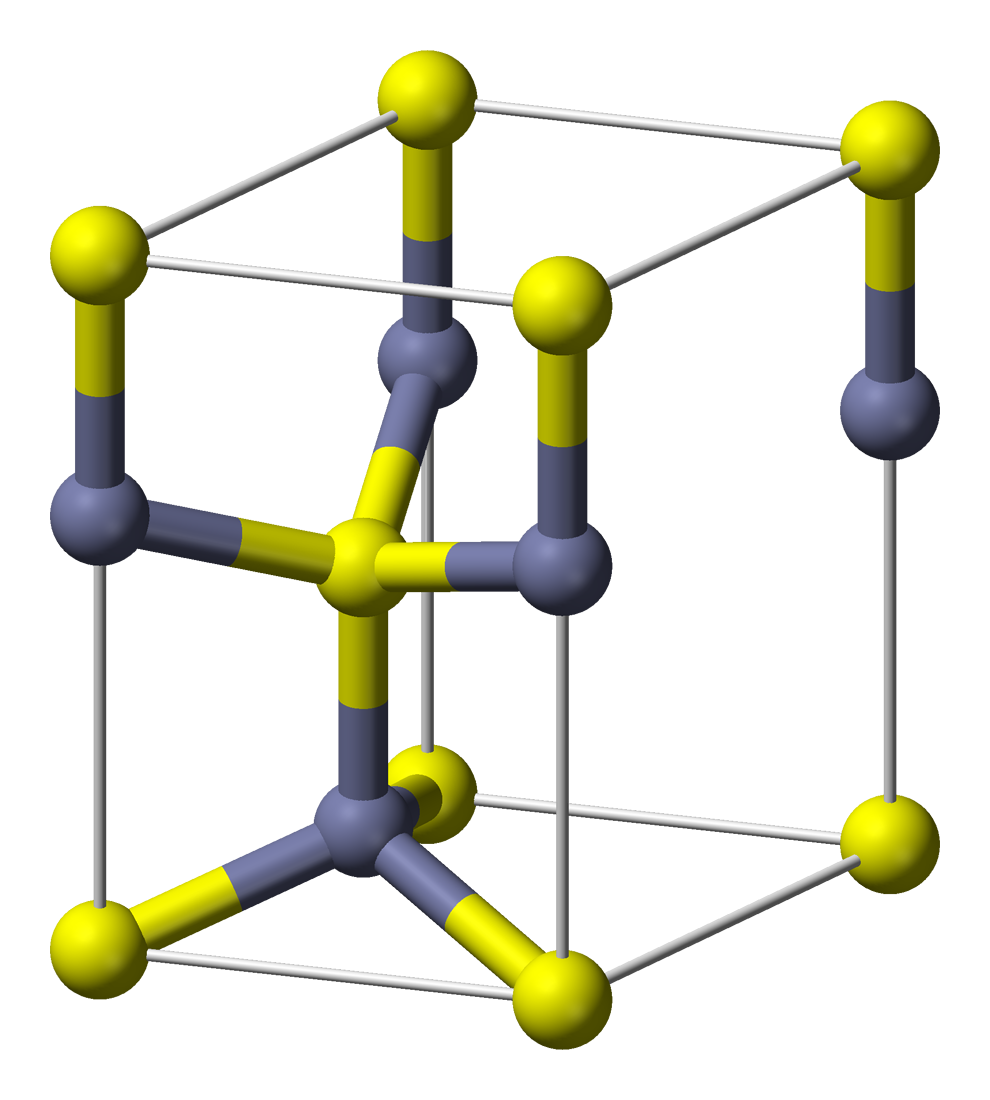
Wurtzit, dạng đa hình ít phổ biến của kẽm sulfide

ZnS tồn tại ở hai dạng kết tinh chính và hai dạng đa hình này là đặc trưng. Ở mỗi dạng, dạng hình học phối hợp của Zn và S là tứ diện. Dạng lập phương bền hơn được gọi là sphalerit. Dạng lục phương được gọi là wurtzit, tuy nhiên nó cũng có thể được tổng hợp.  Dạng chuyển tiếp từ sphalerit sang wurtzit xảy ra ở nhiệt độ khoảng 1020 ℃. Dạng tứ diện cũng được biết là tồn tại ở khoáng vật rất hiếm tên là polhemusit với công thức (Zn,Hg)S.

## Lịch sử
Hiện tượng lân quang của ZnS được nhà hóa học người Pháp Théodore Sidot phát hiện đầu tiên năm 1866. Những phát hiện của ông được A. E. Becquerel trình bày, ông này nổi tiếng nhờ nghiên cứu về phát quang. ZnS được Ernest Rutherford và những người khác sử dụng từ thời kỳ sơ khai của vật lý hạt nhân để làm máy do nhấp nháy, do nó phát ra ánh sáng dựa trên sự kích thích bởi các tia X hoặc chùm electron, do nó nó trở thành vật liệu hữu ích trong các màn hình tia X và ống tia âm cực.

## Ứng dụng

### Vật liệu phát quang
Kẽm sulfide được trộn thêm vài ppm chất kích hoạt thích hợp, được dùng trong nhiều ứng dụng như ống phóng tia âm cực, màn hình tia X đến các sản phẩm phát sáng trong tối. Khi sử dụng bạc làm chất kích hoạt, nó tạo ra màu xanh lam sáng ở bước sóng tối đa 450 nanomet. Khi sử dụng mangan sẽ cho ra màu vàng cam ở bước sóng khoảng 590 nanomet. Đồng cho thời gian phát sáng dài hơn, và nó có màu gần giống như lục trong bóng tới. Hợp kim kẽm sulfide có đồng ("ZnS với Cu") cũng được sử dụng trong các tấm phát quang điện tử. hợp chất kẽm sulfide cũng thể hiện tính lân quang do các tạp chất phát sáng cho ánh sáng xanh lam hoặc tử ngoại.

### Vật liệu quang học
Kẽm sulfide cũng được sử dụng làm các vật liệu quang học hồng ngoại, truyền sáng từ bước sóng ánh sáng khả kiến đến hơn 12 µm. Nó có thể được sử dụng ở dạng phẳng như cửa sổ quang học hoặc dạng cầu như thấu kính. Nó được tạo ra ở dạng tấm vi tinh thể qua quá trình tổng hợp từ khí hydro sulfide và hơi kẽm, và vật liệu này được bán ở cấp FLIR (Forward Looking IR), trong vật liệu này kẽm sulfide có màu vàng sữa, đục. Vật liệu này khi bị ép đẳng tĩnh nóng có thể chuyển thành dạng trong như nước được gọi là Cleartran (thương hiệu). Các dạng thương mại trước đây có tên trên thị trường là Irtran-2, nhưng dạng này hiện đã lỗi thời.

### Chất tạo màu
Kẽm sulfide là một chất tạo màu phổ biến, đôi khi còn được goại là sachtolith. Khi kết hợp với bari sunfat sẽ tạo ra kẽm sulfide lithopon.

### Chất xúc tác
Bột ZnS mịn là một chất xúc tác quang học hiệu quả tạo ra khí hydro từ nước tùy thuộc vào độ phát quang. Tách lưu huỳnh có thể được thu hồi từ ZnS trong quá trình tổng hợp nó; quá trình này chuyển từ từ ZnS vàng trắng thành bột màu nâu, và gia tăng hoạt động xúc tác quang học thông qua việc tăng cường hấp thụ ánh sáng.

### Tính chất bán dẫn
Cả sphalerit và wurtzit là các chất nội bán dẫn độ rộng vùng cấm, thuộc bán dẫn nhóm II-VI. Chúng thích hợp với các cấu trúc liên quan đến nhiều chất bán dẫn khác như gali(III) asenua. Dạng lập phương của ZnS có năng lượng vùng cấn (band gap) khoảng 3,54 eV ở 300 K, nhưng dạng sáu phương có khoảng trống năng lượng khoảng 3,91 eV. ZnS có thể được nâng lên thành chất bán dẫn kiển n hoặc chất bán dẫn kiểu p.

## Sản xuất

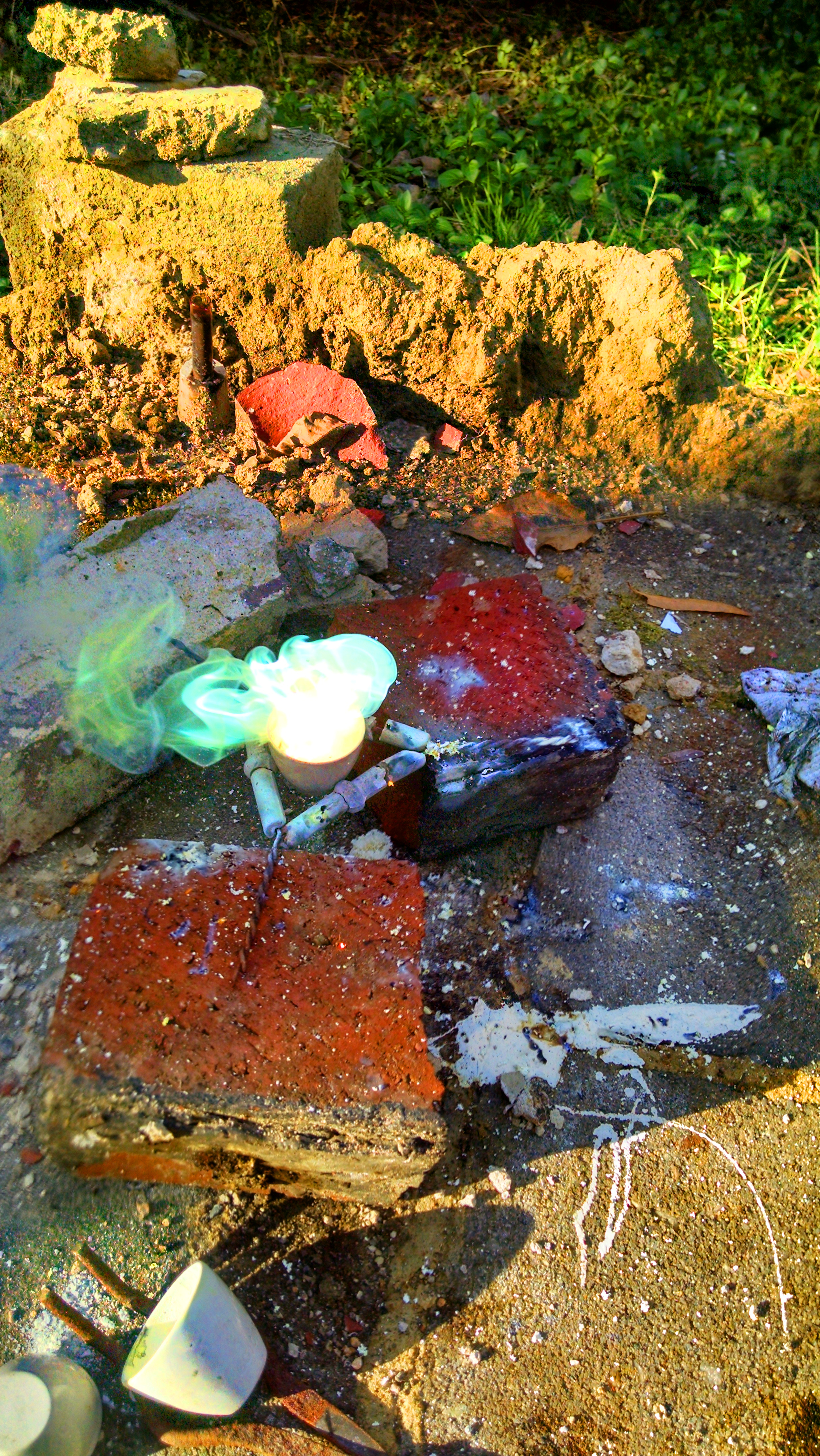
Hỗn hợp kẽm và lưu huỳnh phản ứng cháy, để lại kẽm sulfide.

Kẽm sulfide thường được sản xuất từ vật liệu thải của các ứng dụng khác. Nguồn điển hình từ các lò luyện nóng chảy, xỉ, và rượu lên men (pickle liquors). Nó cũng là một sản phẩm phụ của quá trình tổng hợp amonia từ metan do kẽm oxit được sử dụng để hút các tạp chất hydro sulfide trong khí thiên nhiên:
ZnO + H2S → ZnS + H2O

### Điều chế trong phòng thí nghiệm
Kẽm sulfide dễ dàng được tạo ra khi đốt cháy hỗn hợp kẽm và lưu huỳnh. Vì kẽm sulfide không tan trong nước, nên nó cũng có thể được tạo ra từ phản ứng kết tủa. Các dung dịch chứa muối Zn2+ dễ dàng tạo kết tủa ZnS khi có mặt ion sulfide (như từ H2S).
Zn2+ + S2− → ZnS
Phản ứng này là nền tảng trong phân tích khối lượng kẽm.